# Flugplatz Casale Monferrato

i7
i11
i13
Der Flugplatz Casale Monferrato (ital. Aeroporto di Casale Monferrato “Francesco Cappa”, (ICAO-Code: LILM)) ist ein italienischer Flugplatz in der Region Piemont. Er befindet sich am südlichen Stadtrand von Casale Monferrato.

## Infrastruktur und Nutzung
Der Flugplatz hat eine 880 Meter lange Graspiste mit der Ausrichtung 18/36. Sie soll asphaltiert werden. Von der Landeschwelle 18 führt die Rollbahn A zum Bereich des Aeroclubs Casale Monferrato im Nordwesten des Flugplatzgeländes. Dort befinden sich kleine asphaltierte Vorfelder, Hangars und sonstige Abfertigungseinrichtungen sowie eine Flugschule und ein Fallschirmsprung-Zentrum. Von der Mitte der Graspiste zweigt die Rollbahn B in südwestlicher Richtung zum kleinen asphaltierten Vorfeld und zu den Hallen des sogenannten ULM-Points ab. Dieser Bereich ist Ultraleichtflugzeugen vorbehalten. Der Flugplatz dient der Allgemeinen Luftfahrt und der Luftrettung.

## Geschichte
Der Flugplatz wurde 1935 als Militärflugplatz eröffnet und diente vor allem der Luftfahrzeug-Instandhaltung und der Ausbildung. Der im Zweiten Weltkrieg weitgehend zerstörte Flugplatz blieb in der Nachkriegszeit zunächst unter der Kontrolle der italienischen Luftwaffe, den Wiederaufbau übernahm jedoch weitgehend der örtliche Aeroclub, der bereits im April 1947 eine erste Luftfahrtveranstaltung auf dem Platz ausrichtete. Der Aeroclub ist nach den Brüdern Natale, Silvio und Italo Palli benannt, der Flugplatz nach Francesco Cappa. Sie alle stammten aus Casale Monferrato und kamen zwischen 1917 und 1941 als Militärpiloten ums Leben.